# Antef (Herold)
Antef war ein hoher altägyptischer Beamter, der unter der regierenden Königin Hatschepsut und ihrem Nachfolger Thutmosis III. amtierte. Antef trug den Titel großer Herold des Königs.
Er ist vor allem aus seinem thebanischen Grab TT155 und von einer großen Stele mit einer langen autobiographischen Inschrift bekannt. Die Stele befindet sich heute im Louvre (C 26). Er war vielleicht schon unter Thutmosis II. im Amt. Zumindest ist er auf einem Dokument aus dem 5. Regierungsjahr von Hatschepsut belegt, auf dem auch Senenmut und der Wesir Useramun genannt werden. Er wird hier als Herold Antef bezeichnet. Aus seiner biographischen Inschrift und aus seinem Grab geht hervor, dass er sich überwiegend um die Abgaben aus den asiatischen Provinzen und die Organisation dieser Provinzen kümmerte.
Nicht viel ist zu seiner Familie bekannt. Er trägt verschiedene Titel, die ihn mit Thinis verbinden. Vielleicht stammt er von dort. Der Name seiner Frau ist nicht überliefert. Ein Sohn hieß Teti und war Tempelschreiber; Der Name eines zweiten Sohnes beginnt mit Amenu. Ein Bruder hieß Ahmose.